# جربارة ناصعة
جربارة ناصعة (الاسم العلمي:Gerbera nivea) هي نوع من النباتات تتبع جنس الجربارة من الفصيلة النجمية.